# Wakkanai
Wakkanai (稚内市, Wakkanai-shi, en aïnou : Yam Wakka Nay ou « endroit d'où jaillit de l'eau froide ») est une ville, capitale de la sous-préfecture de Sōya, située sur l'île de Hokkaidō, au Japon.

## Géographie

### Situation
Wakkanai est la ville la plus septentrionale du Japon, située à 1 095 km au nord de Tokyo. Sur son territoire se trouve le cap Sōya, point le plus septentrional du pays. Depuis le cap Sōya, il est possible d'apercevoir l'île russe de Sakhaline, distante de 43 km, à travers le détroit de La Pérouse.

### Démographie
En novembre 2022, la population de Wakkanai était estimée à 31 765 habitants (densité de population de 50 hab./km2).

### Hydrographie
Wakkanai est arrosée par la rivière Koetoi ; on y trouve le lac Ōnuma.

### Climat
Le climat de Wakkanai est de type subarctique (« Dfc » selon la classification de Köppen), caractéristique de l'île de Hokkaidō. Les hivers sont froids, les été chauds et les précipitations abondantes, alimentées par la dépression des Aléoutiennes, dont les vents humides viennent de la mer du Japon. La température moyenne n'est que de 6,5 °C, l'une des plus basses pour une ville japonaise. Quant aux chutes de neige, elles s'élèvent à 6,5 m par an et sont parmi les plus élevées dans le monde. La dépression des Aléoutiennes fait également de Wakkanai l'une des villes les moins ensoleillées et les plus ventées du pays. Le port n'est que rarement pris par les glaces, et seulement en cas d'hiver particulièrement froid.
| Mois                                             | jan.       | fév.       | mars       | avril     | mai       | juin      | jui.      | août      | sep.      | oct.      | nov.       | déc.      | année      |
| ------------------------------------------------ | ---------- | ---------- | ---------- | --------- | --------- | --------- | --------- | --------- | --------- | --------- | ---------- | --------- | ---------- |
| Température minimale moyenne (°C)                | −6,4       | −6,7       | −3,1       | 1,8       | 6,3       | 10,4      | 14,9      | 17,2      | 14,4      | 8,4       | 1,3        | −4,2      | 4,5        |
| Température moyenne (°C)                         | −4,3       | −4,3       | −0,6       | 4,5       | 9,1       | 13        | 17,2      | 19,5      | 17,2      | 11,3      | 3,8        | −2,1      | 7          |
| Température maximale moyenne (°C)                | −2,4       | −2         | 1,6        | 7,4       | 12,4      | 16,1      | 20,1      | 22,3      | 20,1      | 14,1      | 6,3        | 0         | 9,7        |
| Record de froid (°C) date du record              | −19,4 1944 | −18,3 1978 | −17,4 1970 | −8 1953   | −2,2 1944 | 2,1 1941  | 6,4 1986  | 8,9 1954  | 3,5 1940  | −4,4 1941 | −11,4 1971 | −16 1952  | −19,4 1944 |
| Record de chaleur (°C) date du record            | 7,4 2009   | 9,3 2010   | 13,1 2018  | 20,2 2019 | 26,9 1958 | 26,8 1977 | 32,7 2021 | 31,6 2021 | 29,7 2019 | 23,5 1956 | 17,4 2003  | 11,5 1958 | 32,7 2021  |
| Ensoleillement (h)                               | 40,6       | 74,7       | 137,5      | 173,5     | 181,6     | 154,6     | 142,7     | 150,7     | 172,1     | 134,6     | 55,9       | 28,4      | 1 446,9    |
| Précipitations (mm)                              | 84,6       | 60,6       | 55,1       | 50,3      | 68,1      | 65,8      | 100,9     | 123,1     | 136,7     | 129,7     | 121,4      | 112,9     | 1 011,7    |
| dont neige (cm)                                  | 129        | 105        | 68         | 9         | 0         | 0         | 0         | 0         | 0         | 1         | 41         | 122       | 477        |
| Nombre de jours avec précipitations              | 19,8       | 15,9       | 12,2       | 8,8       | 8,9       | 7,9       | 7,9       | 9,1       | 10,8      | 14        | 17,1       | 20,9      | 153,3      |
| dont nombre de jours avec précipitations ≥ 10 mm | 1,6        | 1          | 1,2        | 1,5       | 2,1       | 2,2       | 3,4       | 3,5       | 4         | 4,4       | 3,9        | 3,1       | 31,8       |
| Humidité relative (%)                            | 72         | 71         | 70         | 75        | 79        | 85        | 87        | 84        | 75        | 68        | 67         | 70        | 75         |
| Nombre de jours avec neige                       | 24,8       | 22,5       | 16,9       | 3,4       | 0         | 0         | 0         | 0         | 0         | 0,1       | 8,9        | 22,4      | 98,9       |

| Diagramme climatique                                  |            |             |            |             |              |               |               |               |              |             |            |
| J                                                     | F          | M           | A          | M           | J            | J             | A             | S             | O            | N           | D          |
| −2,4−6,484,6                                          | −2−6,760,6 | 1,6−3,155,1 | 7,41,850,3 | 12,46,368,1 | 16,110,465,8 | 20,114,9100,9 | 22,317,2123,1 | 20,114,4136,7 | 14,18,4129,7 | 6,31,3121,4 | 0−4,2112,9 |
| Moyennes : • Temp. maxi et mini °C • Précipitation mm |            |             |            |             |              |               |               |               |              |             |            |

| Mois                                             | jan.       | fév.       | mars       | avril     | mai       | juin      | jui.      | août      | sep.      | oct.      | nov.      | déc.       | année      |
| ------------------------------------------------ | ---------- | ---------- | ---------- | --------- | --------- | --------- | --------- | --------- | --------- | --------- | --------- | ---------- | ---------- |
| Température minimale moyenne (°C)                | −6,6       | −7,1       | −3,7       | 0,8       | 5,1       | 9,2       | 13,7      | 16,2      | 13,4      | 7,6       | 1         | −4,4       | 3,8        |
| Température moyenne (°C)                         | −4,5       | −4,6       | −1,1       | 3,9       | 8,2       | 11,9      | 16,1      | 18,7      | 16,4      | 10,8      | 3,6       | −2,1       | 6,4        |
| Température maximale moyenne (°C)                | −2,6       | −2,4       | 1          | 7,1       | 11,7      | 15,2      | 19        | 21,6      | 19,6      | 13,8      | 6,1       | 0          | 9,2        |
| Record de froid (°C) date du record              | −16,3 1985 | −17,1 1986 | −14,9 2001 | −6,3 2012 | −1,5 2006 | 1,7 1983  | 5,7 1989  | 10,2 1993 | 5 2014    | −0,7 2016 | −10 1987  | −11,8 2012 | −17,1 1986 |
| Record de chaleur (°C) date du record            | 4,8 2010   | 7,8 2010   | 13,4 2018  | 23,1 2019 | 26 2013   | 26,4 2005 | 30,4 2000 | 31,9 2000 | 29,7 1994 | 22,5 2019 | 17,5 2004 | 10,7 2018  | 31,9 2000  |
| Ensoleillement (h)                               | 49,9       | 91,5       | 156        | 187,1     | 177,9     | 142       | 123,1     | 153,1     | 179,2     | 141,7     | 61        | 29         | 1 490,5    |
| Précipitations (mm)                              | 23,5       | 18,4       | 21,5       | 31        | 58        | 58,8      | 106,3     | 126,5     | 123,8     | 114,6     | 94,4      | 54         | 836,4      |
| Nombre de jours avec précipitations              | 8,9        | 7,3        | 7,3        | 7,1       | 8,6       | 8,5       | 9,1       | 9,5       | 11,2      | 13,6      | 15,1      | 13,8       | 120,1      |
| dont nombre de jours avec précipitations ≥ 10 mm | 0,2        | 0,1        | 0,3        | 0,6       | 2         | 1,7       | 3,7       | 3,8       | 4         | 3,7       | 2,9       | 1          | 24,3       |

| Diagramme climatique                                  |              |           |          |           |             |             |               |               |              |          |         |
| J                                                     | F            | M         | A        | M         | J           | J           | A             | S             | O            | N        | D       |
| −2,6−6,623,5                                          | −2,4−7,118,4 | 1−3,721,5 | 7,10,831 | 11,75,158 | 15,29,258,8 | 1913,7106,3 | 21,616,2126,5 | 19,613,4123,8 | 13,87,6114,6 | 6,1194,4 | 0−4,454 |
| Moyennes : • Temp. maxi et mini °C • Précipitation mm |              |           |          |           |             |             |               |               |              |          |         |

## Histoire
Wakkanai a été fondée le 1er avril 1949.

## Architecture remarquable
- Brise-lames de Wakkanai (1931-1936) ; longueur : 427 m, hauteur : 13,6 m ; 70 colonnes[5]

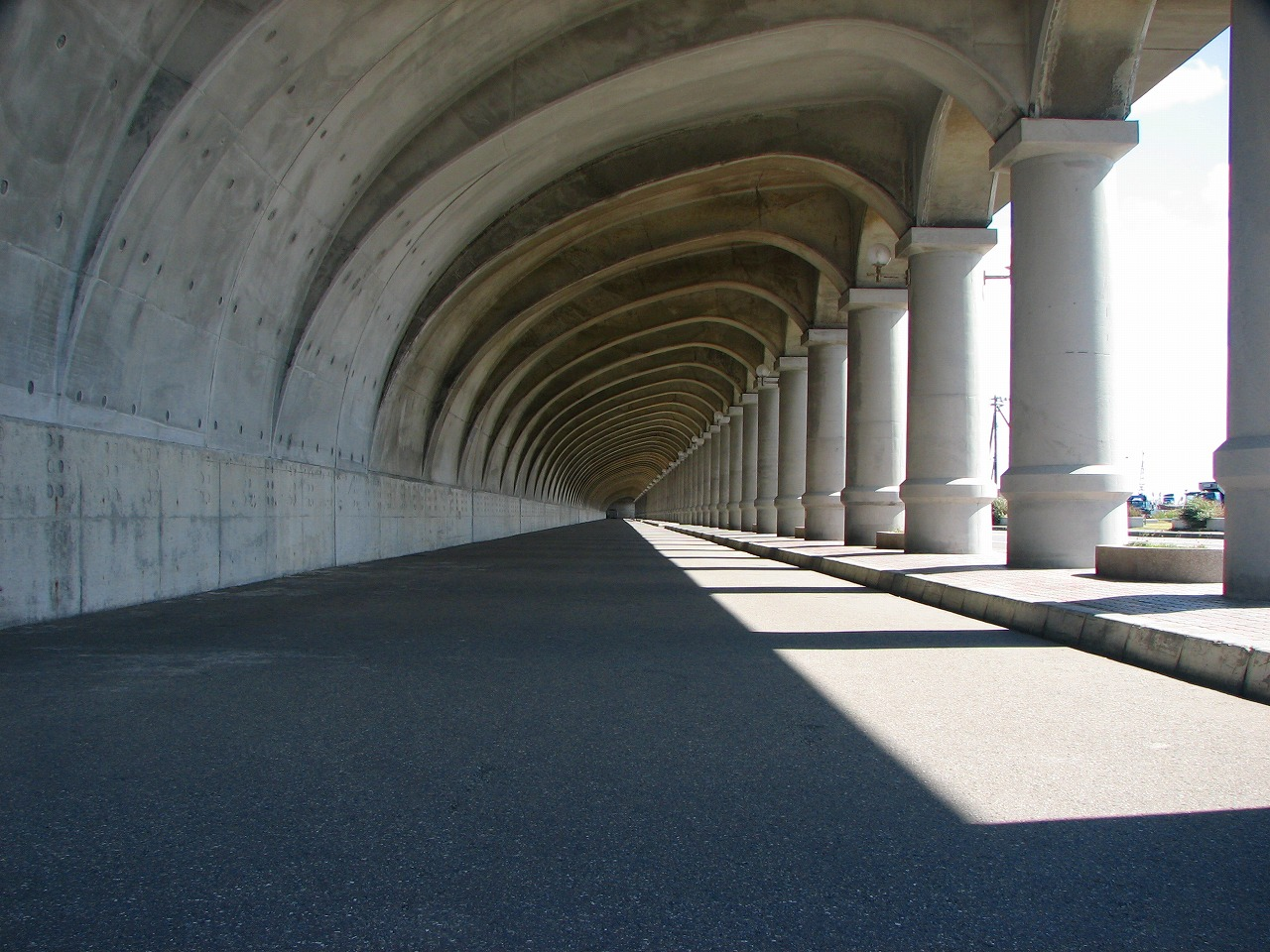
Brise-lames de Wakkanai.

## Transports
La ville est desservie par la ligne Sōya de la compagnie JR Hokkaido.
La gare de Wakkanai est la gare la plus au nord du Japon.

## Jumelages
- Japon :
  - Ishigaki (préfecture d'Okinawa)
- Russie :
  - Korsakov
  - Ioujno-Sakhalinsk
- Philippines :
  - Baguio
- États-Unis :
  - Anchorage